# Wahlbach (Burbach)
Wahlbach ist ein Ortsteil der Gemeinde Burbach im Kreis Siegen-Wittgenstein in Nordrhein-Westfalen mit ca. 2050 Einwohnern.

## Geographie
Wahlbach liegt im südlichen Siegerland. Charakteristisch für den Ort sind die für diese Region großen Haubergswälder und die die Orte umgebenden Wiesenanteile. Wahlbach ist mit 12,39 km² die flächenmäßig größte Ortschaft in der Gemeinde Burbach. Etwa 88 % (entspricht 10,9 km²) der Fläche davon sind Wald- und Wiesenanteil. Der Ort liegt etwa 1 km nordwestlich vom Burbacher Ortskern und grenzt auch an den Ort Burbach. Durch ihn fließt die Heller in Richtung Neunkirchen. Mitten im Ort trifft die Buchheller, ein kleiner Bach, der hinter Lippe am Stegskopf entspringt, auf den Fluss. Etwas weiter flussabwärts mündet des Weiteren der Gilsbach, welcher bei Gilsbach entspringt, in die Heller. Die höchste Erhebung im Ortsgebiet sind der Nenkersberg mit einer Höhe von 610 Metern sowie der Steincheskopf und der Schallroth im Westen mit je einer Höhe von 478 m über NN.

### Nachbarorte
Nachbarorte von Wahlbach sind Wiederstein (zu Neunkirchen) im Nordwesten, Wilden (zu Wilnsdorf) im Norden, Gilsbach (zu Burbach) im Osten, Burbach im Südosten, Emmerzhausen im Südwesten, Daaden im Westen sowie Herdorf und Altenseelbach im Nordwesten.

## Geschichte

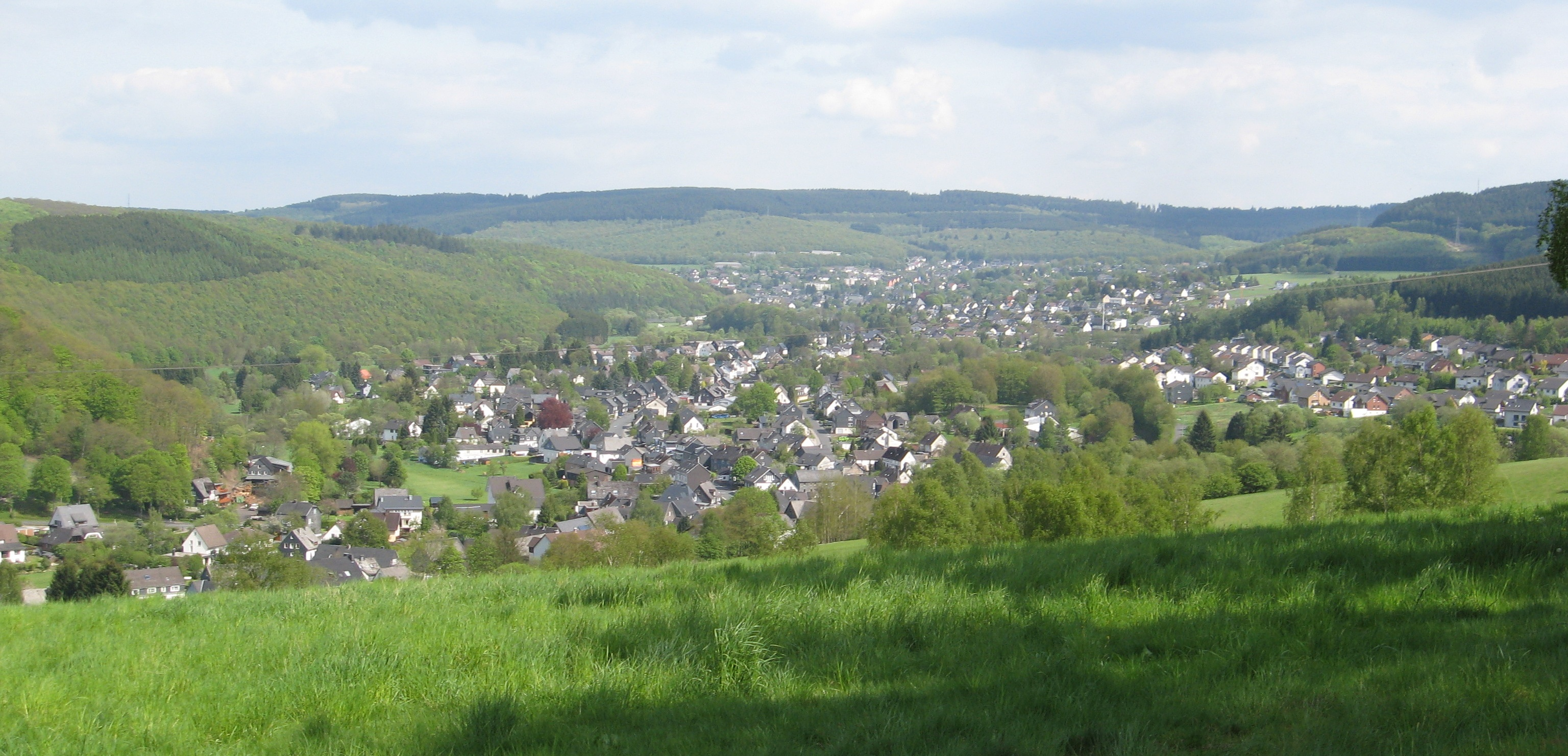
Wahlbach, im Hintergrund Burbach

Die urkundliche Ersterwähnung von Wahlbach datiert sich auf das Jahr 1402. Bereits am 15. August 1326 wurden Güter in „Heystern“, einer später eingegangenen Hofanlage im Hellertal, genannt. 1447 vernichtete die Lungenseuche von Oktober bis Dezember 20 Ochsen, 20 Rinder, 52 Kühe und 25 Kälber.
1852 wurde in Wahlbach ein Friedhof angelegt, der 1883 erweitert wurde und seit 1972 eine Leichenhalle besitzt. Die eigene Feuerwehr besteht seit 1883. Im Ort gab es immer wieder Wassermangel. Als 1898 ein Angebot zum Bau einer Wasserleitung im Dorf kam, stimmte man direkt zu. Doch 1901 kam es wieder zu einer Wassernot. Also zog man einen 560 m langen Graben bis zum Nenkersbergbrunnen. 1911 wurden die ersten elektrischen Leitungen gebaut. Ortsvorsteher von 1905 bis 1943 war Ewald Bär.
Im Zuge der Gemeindereformen wurde das Amt Burbach am 1. Januar 1969 aufgelöst und Wahlbach in die Großgemeinde Burbach eingegliedert. Heute ist Wahlbach nach Holzhausen der nach Einwohnern drittgrößte Ortsteil von Burbach. Flächenmäßig ist Wahlbach mit 12,39 km² der größte Ortsteil in der Gemeinde Burbach.
In der Burbacher Gemarkung, davon überwiegend im Buchhellertal gen Lippe, lagen einige, zum Teil, größere Gruben, wie z. B. Peterszeche, Grüne Hoffnung, Viktorsfeld und Crone.
(siehe auch Liste der Burbacher Bergwerke)

### Einwohner- und Häuserzahlen
Einwohnerzahlen
| Jahr | Einwohner |
| ---- | --------- |
| 1810 | 510 / 488 |
| 1850 | 671       |
| 1867 | 747       |
| 1885 | 823       |
| 1895 | 827       |
| 1900 | 923       |

| Jahr | Einwohner |
| ---- | --------- |
| 1910 | 968       |
| 1913 | 1043      |
| 1925 | 1170      |
| 1933 | 1175      |
| 1939 | 1153      |

| Jahr | Einwohner |
| ---- | --------- |
| 1950 | 1568      |
| 1961 | 1611      |
| 1967 | 1891      |
| 1985 | 1921      |
| 1994 | 1932      |

Häuserzahlen
| Jahr   | 1589 | 1600 | 1698 | 1700 | 1704 | 1706 | 1725 | 1730 | 1788 | 1810 | 1846 | 1850 | 1867 | 1913 |
| Häuser | 37   | 44   | 53   | 55   | 55   | 56   | 62   | 62   | 70   | 70   | 93   | 96   | 116  | 176  |

## Sehenswürdigkeiten
Die Triftstraße ist im vorderen Teil, d. h. von der Kreuzung bis zum Bahntunnel, schön mit Pflaster, Bäumen und Büschen hergestellt worden. Durch die Wahlbacher Fachwerkhäuser bietet diese Straße einen besonders idyllischen Reiz.

## Verkehr und Infrastruktur

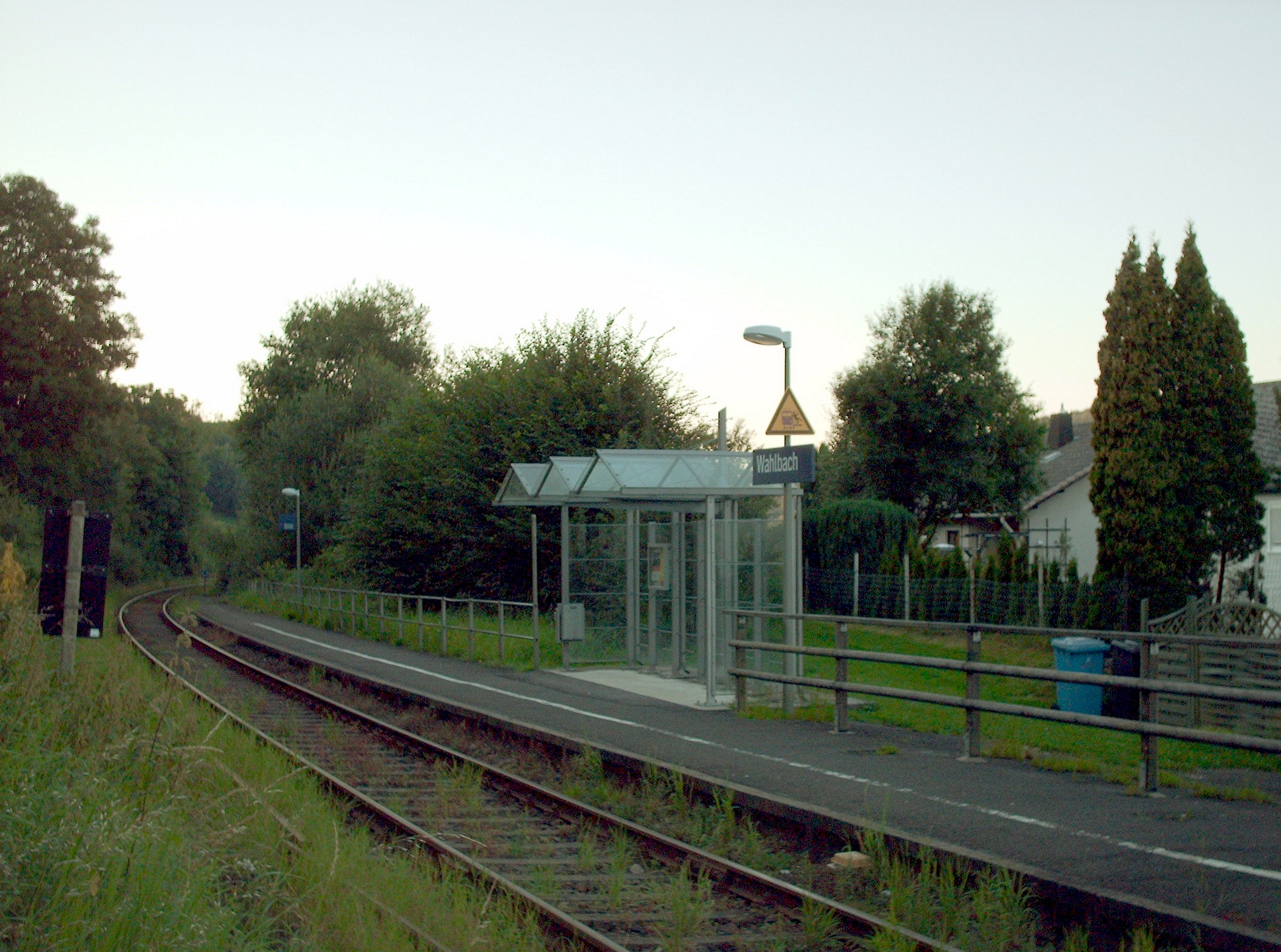
Der Wahlbacher Haltepunkt

### Industrie
Im Ort bestehen etwa 450 Arbeitsplätze in Industrie und Handel, darunter etwa 300 bei der Hess Group.

### Verkehr
Wahlbach besitzt einen Haltepunkt an der Hellertalbahn. Dieser wird von der Linie RB96 der Hessischen Landesbahn im Zweistundentakt bedient.
| Linie | Verlauf | Takt    |
| ----- | --- | ------- |
| RB 96 | Hellertal-Bahn: Betzdorf (Sieg) – Grünebacherhütte – Grünebach Ort – Sassenroth – Königstollen – Herdorf – Struthütten – Altenseelbach – Neunkirchen (Kr Siegen) – Wahlbach (Kr Siegen) – Burbach (Kr Siegen) – Würgendorf (Ort) – Würgendorf – Holzhausen (Kr Siegen) – Niederdresselndorf – Allendorf (Dillkr) – Haiger Obertor – Haiger – Sechshelden – Dillenburg Stand: Fahrplanwechsel Dezember 2021 | 120 min |

Die Anbindung an die A 45 erfolgt über Gilsbach und Wilden zur Anschlussstelle Wilnsdorf, oder über Burbach und Würgendorf zur Anschlussstelle Haiger / Burbach.

## Schulen und Vereine
1766 wurde im Ort eine Kapellenschule errichtet. Als diese zu klein wurde, baute man 1872 an. 1932 musste der Ort trotz Geldmangels eine neue, mehrklassige Volksschule bauen.
Der erste Verein im Ort war der Männergesangsverein Wahlbach. Er wurde 1848 gegründet. 30 Jahre später, 1878, gingen die Kinder in Wahlbach das erste Mal in die Sonntagsschule. 1881 wurde der CVJM im Ort gegründet, 1901 folgte der Posaunenchor. Im Jahre 1907 wurde der Fußballclub Wahlbach gegründet, welcher später in VfB 1907 Wahlbach umbenannt wurde und im Jahre 1972 mit Adler Burbach zum VfB 1907/1920 Burbach e. V. fusionierte. 1939 gründete sich der Heimatverein. Er hat ca. 435 Mitglieder, davon 35 aktive. Seit 1990 existiert der Fußballverein FC 1990 Wahlbach, der heute (2015) über 200 Mitglieder hat.

### Feuerwehr
Der Bau des Spritzenhauses/Steigerhauses erfolgte 1878 an der Freier-Grund-Straße. Die offizielle Gründung der Feuerwehr war 1883. Nach der Machtergreifung der Nationalsozialisten wurde die Freiwillige Feuerwehr Wahlbach am 15. Dezember 1933 in die „Amtsfeuerwehr Burbach - Löschzug VII“ umbenannt. Gegen Ende des Zweiten Weltkriegs waren viele Feuerwehrmänner im Fronteinsatz und der Dienst wurde von Feuerwehrfrauen übernommen. Im Jahr 1958 wurde der Spielmannszug der Freiwilligen Feuerwehr Wahlbach gegründet.

### Spielmannszug der Freiwilligen Feuerwehr Wahlbach
Der Spielmannszug wurde 1958 gegründet. Er gehört zur Freiwilligen Feuerwehr Burbach, Löschzug Wahlbach und ist neben dem Spielmannszug Burbach der 2. Spielmannszug der Feuerwehr in der Gemeinde Burbach. Einige der männlichen Mitglieder versehen als Feuerwehrleute ihren aktiven Feuerwehrdienst im Löschzug Wahlbach. Ansonsten überwiegt im Spielmannszug die Weiblichkeit mit ca. 65 %. Der Spielmannszug beheimatet viele Jugendliche im Alter von 9 bis 25 Jahren.
Der Spielmannszug aus Wahlbach hat bereits zweimal Gold bei den Landeswertungsspielen der Feuerwehr NRW gewonnen und ist Mitglied im Volksmusikerbund NRW und im Landesfeuerwehrverband.

## Persönlichkeiten
Söhne und Töchter der Gemeinde die in Wahlbach geboren sind oder gewirkt haben
- Karl-Rüdiger Durth (1941–2021), deutscher Theologe und Journalist
- Falk Heinrichs (* 1960), Politiker (SPD), Mitglied des Landtages von Nordrhein-Westfalen